# Aussprache der spanischen Sprache
Die Aussprache der spanischen Sprache, fonología del español weicht zum Teil erheblich von der der deutschen Sprache ab. So treten z. B. im Spanischen viele dem Deutschen fremde Reibe- und Dentallaute, consonantes fricativas y dentales auf. Viele spanische Konsonanten müssen anders als im Deutschen ausgesprochen werden, um verstanden zu werden oder um Missverständnissen vorzubeugen.

## Zusammenhang zwischen Aussprache und Schreibweise
Bis auf wenige Ausnahmen ist im Standardspanisch aufgrund der Schreibweise eines spanischen Wortes seine Aussprache genau festgelegt. Umgekehrt kann durch Hören eines Wortes weitgehend auf die Schreibweise geschlossen werden.
Dementsprechend werden im Spanischen Fremdwörter in der Regel sehr schnell der spanischen Schreibung angepasst, wenn sie nicht gleich durch rein spanische Wörter ersetzt werden. So ist es ganz selbstverständlich, englische Ausdrücke wie „whisky“ oder „standard“ „güisqui“  oder „estándar“  zu schreiben. Sogar Abkürzungen wie „CD-ROM“ können zu „cederrón“  transformieren, so wie es gesprochen wird.
Bedingt durch Regeln, die einem Buchstaben je nach Umgebung verschiedenen Lautwert zuweisen, kann die Schreibung eines Lautes wechseln, wenn die Umgebung des Lautes im Wort sich verändert, gerade um die gleiche Aussprache zu signalisieren:
- c → z:  vencer (siegen) – venzo
- g → j:  dirigir (lenken) – dirijo
- g → gu:  pagar (zahlen) – pagué
- gu → g:  distinguir (unterscheiden) – distingo
- gu → gü:  aguar (wässern) – agüé
- z → c:  cruzar (kreuzen) – cruce
- c → qu:  empacar (einpacken) – empaque

Bei Diphthongen im Infinitiv kann die Betonung im presente unterschiedlich sein:
- evacuar (evakuieren) – evacuo
- acentuar (akzentuieren) – acentúo

Zwischen u und o wird häufig ein y eingefügt:
- construír (erbauen) – construyo

Beim Verb oler ist, wenn es zu -ue- diphthongiert, ein h am Wortanfang zu setzen:
- oler (riechen) – huelo

## Betonung
Spanische Wörter werden in der Regel auf der vorletzten Silbe betont, wenn sie auf einen Vokal oder die Konsonanten n oder s enden. Sie werden auf der letzten Silbe betont, wenn sie auf einen anderen Konsonanten als n oder s enden. In allen davon abweichenden Fällen wird die Betonung durch einen Akzent (Akut) angezeigt.

## Vokale
Man unterteilt Vokale in die hinteren oder velaren und die vorderen oder palatalen Selbstlaute. In dem einfachen Vokalsystem wie dem Lateinischen, der Vorläufersprache des Spanischen, waren /u/, /o/ und /a/ die hinteren, /e/ und /i/ die vorderen Vokale.
Artikulatorisch werden die Vokale nach der Artikulationsstelle, der Zungenlage, altura de la lengua, der Mundstellung, abertura de las mandíbulas, der Lippenstellung, posición de la lengua  und dem Atemluftstromdurchgang in Abhängigkeit von der Stellung des Gaumensegels, posición del velo del paladar beschrieben.
Mit nur fünf Vokalphonemen: /i/ /u/ /e/ /o/ /a/ zeigt das spanische Phonemsystem eine wesentlich kleinere Vielfalt als das deutsche mit sechzehn Vokalphonemen: /i/ /y/ /I/ /Y/ /e/ /ø/ /ε/ /ε:/ /u/ /U/ etc.
Im Spanischen wird, anders als im Deutschen, nicht zwischen kurzen und langen Vokalen unterschieden. Die Vokale werden immer halblang gesprochen. Bei vokalischem Anlaut entfällt der für das Deutsche  typische Knacklaut.
| Vokal | Formant F1 | Formant F2 |
| ----- | ---------- | ---------- |
| u     | 0320 Hz    | 0800 Hz    |
| o     | 0500 Hz    | 1000 Hz    |
| å     | 0700 Hz    | 1150 Hz    |
| a     | 1000 Hz    | 1400 Hz    |
| ö     | 0500 Hz    | 1500 Hz    |
| ü     | 0320 Hz    | 1650 Hz    |
| ä     | 0700 Hz    | 1800 Hz    |
| e     | 0500 Hz    | 2300 Hz    |
| i     | 0320 Hz    | 3200 Hz    |

| Vokal | Hauptbereich der Formanten |
| ----- | -------------------------- |
| /u/   | 200…400 Hz                 |
| /o/   | 400…600 Hz                 |
| /a/   | 0800…1200 Hz               |
| /e/   | 400…600 und 2200…2600 Hz   |
| /i/   | 200…400 und 3000…3500 Hz   |

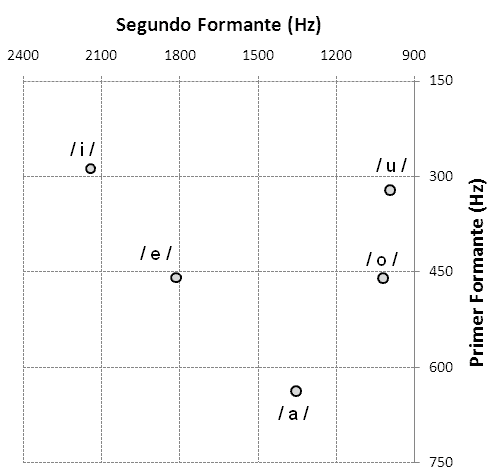
Messungen der ersten Formanten der spanischen Vokale (Bradlow, 1995); in Zuordnung zu den Frequenzen (Hz) (Artikulation)

Der a-Laut ähnelt dem deutschen kurzen (offenen) a, während i-Laut und u-Laut den langen (geschlossenen) Vokalen im Deutschen gleichen. Der e-Laut und der o-Laut des Spanischen haben eine mittlere Höhe und daher kein genaues Gegenstück im Hochdeutschen.

### Monophthonge
Das Spanische besitzt fünf Monophthonge.
|             | vorne | zentral | hinten |
| ----------- | ----- | ------- | ------ |
| geschlossen | i     |         | u      |
| mittel      | e̞     |         | o̞      |
| offen       |       | ä       |        |

Aussprachehilfe für Deutschsprachige:
- a ([ä]), gesprochen wie im deutschen Wort Fass
- e ([e̞]), leicht geschlossener gesprochen als im Wort Bett
- i ([i]), halb so lang gesprochen wie im deutschen Wort Lied
- o ([o̞]), leicht geschlossener gesprochen als im Wort Gott
- u ([u]), halb so lang gesprochen wie im deutschen Wort Mut

### Diphthonge
| IPA      | Beispiel | Bedeutung         | Aussprachehilfe für Deutschsprachige                     |
| -------- | -------- | ----------------- | -------------------------------------------------------- |
| fallend  |          |                   |                                                          |
| e̞i̯       | rey      | König             | wie ai im englischen Wort pain                           |
| äi̯       | aire     | Luft              | wie ei im deutschen Wort klein                           |
| o̞i̯       | hoy      | heute             | wie eu im deutschen Wort heute                           |
| ui̯       | muy      | sehr              | wie ui im deutschen Wort pfui                            |
| e̞u̯       | neutro   | neutral           | wie e-u hintereinander, jedoch nicht wie das deutsche eu |
| äu̯       | pausa    | Pause             | wie au im deutschen Wort Haus                            |
| o̞u̯       | bou      |                   | wie o im englischen Wort home (amerikanisches Englisch!) |
| steigend |          |                   |                                                          |
| je̞       | tierra   | Erde              | wie je                                                   |
| jä       | hacia    | in Richtung (auf) | wie ja                                                   |
| jo̞       | radio    | Radio             | wie jo                                                   |
| ju       | viuda    | Witwe             | wie ju                                                   |
| wi       | fuimos   | wir gingen        | wie englisches w+i (Ausnahmen: gui → gi; qui → ki)       |
| we̞       | fuego    | Feuer             | wie englisches w+e (Ausnahmen: gue → ge; que → ke)       |
| wä       | cuadro   | Bild              | wie englisches w+a                                       |
| wo̞       | cuota    | Quote             | wie englisches w+o                                       |

In einigen Fällen, in denen eine Silbe mit Gue oder Gui beginnt, wird zur eindeutigen Kennzeichnung der Aussprache ein Trema (Dieresis) verwendet: guey wird wie [ɡei̯], güey wird wie [ɡwei̯] ausgesprochen.

### Triphthonge
Triphthonge im Spanischen sind: uei (uey) [we̞j], wie er im Wort buey („Ochse“) vorkommt und uai (uay) [wäj], wie im Wort Uruguay.

## Konsonanten
Die spanische Sprache besitzt 24 Konsonanten. Die Frikative [β ð ɣ] sind Allophone von /b d ɡ/.
|                  | bilabial | labio- dental | dental | alveolar | post- alveolar | palatal | velar |
| ---------------- | -------- | ------------- | ------ | -------- | -------------- | ------- | ----- |
| Plosive          | p b      |               | t̪ d̪    |          |                |         | k ɡ   |
| Affrikaten       |          |               |        |          | tʃ             | ɟ͡ʝ      |       |
| Nasale           | m        |               |        | n        |                | ɲ       | ŋ     |
| Flaps/Vibranten  |          |               |        | ɾ r      |                |         |       |
| Frikative        |          | f             | θ      | s̺        |                | (ʝ)     | x     |
| Approximanten    | β̞        |               | ð̞      |          |                | j       | w ɰ   |
| Laterale Approx. |          |               |        | l        |                | (ʎ)     |       |

Quelle: SAMPA für Spanisch
Eine Unterscheidung der Laute /ʎ/ und /ʝ/ bzw. /j/ erfolgt nicht im gesamten spanischsprachigen Raum, siehe dazu den Artikel zum Yeísmo.
| Konsonant (Graphem, Schreib- weise) | IPA (Laut) | ungefähre Entsprechung                                   | Beschreibung                                                                 | Bemerkung |
| ----------------------------------- | ---------- | -------------------------------------------------------- | ---------------------------------------------------------------------------- | --- |
| B, b                                | b          | dt. b [b]                                                | stimmhaft bilabial explosiv                                                  | am Wortanfang und hinter m/n (m) |
| B, b                                | β̞          | Mittel zwischen v [v] und b [b] mit verminderter Reibung | stimmhaft bilabial approximant                                               | an allen anderen Positionen |
| C, c                                | k          | unaspiriertes dt. k [kʰ]                                 | stimmlos velar explosiv                                                      | vor a [ä], o [o̞], u [u] |
| C, c                                | θ          | engl. th [θ]                                             | stimmlos dental frikativ                                                     | C, c (vor e [e̞], i [i]) wird in Lateinamerika und Südspanien [s̻] gesprochen, was auch in Spanien verstanden wird und als Ersatzaussprache dienen kann. |
| Ch, ch                              | ʧ          | entlabialisiertes dt. tsch [ʧʷ]                          | stimmlos palato-alveolar affrikat                                            | |
| D, d                                | d̪          | dentales dt. d [d]                                       | stimmhaft dental explosiv                                                    | am Wortanfang und hinter l [l] und n [n] Zwischen Vokalen wird es in manchen Dialekten weggelassen.                                                    |
| D, d                                | ð̞          | engl. th [ð] mit verminderter Reibung                    | stimmhaft dental approximant                                                 | an allen anderen Positionen |
| F, f                                | f          | dt. f                                                    | stimmlos labiodental frikativ                                                | |
| G, g                                | ɡ          | dt. g [ɡ]                                                | stimmhaft velar explosiv                                                     | am Wortanfang und hinter n ([ŋ]) |
| G, g                                | ɰ          | stimmhaftes dt. ch [x] mit verminderter Reibung          | stimmhaft velar approximant                                                  | vor a [ä], o [o̞], u [u] und nach Konsonanten (außer n [ŋ])                                                                                             |
| G, g                                | x          | dt. ch [x]                                               | stimmlos velar frikativ                                                      | in Lateinamerika und Südspanien [h] |
| H, h                                |            |                                                          |                                                                              | das h wird im Spanischen nicht gesprochen |
| J, j                                | x          | dt. ch [x]                                               | stimmlos velar frikativ                                                      | in Lateinamerika und Südspanien [h] |
| K, k                                | k          | unaspiriertes dt. k [kʰ]                                 | stimmlos velar explosiv                                                      | nur in Fremdwörtern |
| L, l                                | l          | dt. l [l]                                                | stimmhaft lateral alveolar approximant                                       | an allen anderen Positionen |
| L, l                                | l̪          | dentales dt. l [l]                                       | stimmhaft lateral dental approximant                                         | vor d und t |
| Ll, ll                              | ʎ ([⁠j⁠])    | dt. j [j]                                                | stimmhaft, lateral, palatal, approximant (stimmhaft, (palatal, (approximant) | |
| M, m                                | m          | dt. m [m]                                                | stimmhaft bilabial nasal                                                     | |
| N, n                                | n          | dt. n [n]                                                | stimmhaft alveolar nasal                                                     | an allen anderen Positionen |
| N, n                                | [⁠m⁠]        | dt. m [m]                                                | stimmhaft bilabial nasal                                                     | vor Bilabialen ([m], [b], [p]) |
| N, n                                | [⁠ŋ⁠]        | dt. ng [ŋ]                                               | stimmhaft velar nasal                                                        | vor Velaren ([ɡ], [k]) |
| Ñ, ñ                                | ɲ          | Mittel zwischen ng [ŋ] und j [j]                         | stimmhaft palatal nasal                                                      | |
| P, p                                | p          | unaspiriertes dt. p [pʰ]                                 | stimmlos bilabial explosiv                                                   | |
| Qu, qu                              | k          | unaspiriertes dt. k [kʰ]                                 | stimmlos velar explosiv                                                      | qu entspricht dem spanisch k und c (vor [ä], o [o̞], u [u])                                                                                             |
| R, r                                | ɾ          |                                                          | stimmhaft alveolar flap                                                      | an allen anderen Positionen |
| R, r                                | [⁠r⁠]        |                                                          | stimmhaft alveolar vibrant                                                   | am Wortanfang und hinter n [n], l [l] und s [s̺] |
| rr                                  | r          |                                                          | stimmhaft alveolar vibrant                                                   | |
| S, s                                | s̺          | apikales dt. s [s]                                       | stimmlos apikal alveolar frikativ                                            | |
| T, t                                | [t̪]        | unaspiriertes dentales dt. t [t]                         | stimmlos dental explosiv                                                     | |
| V, v                                | b          | dt. b                                                    | stimmhaft bilabial explosiv                                                  | am Wortanfang und hinter m/n (m) |
| V, v                                | β̞          | Mittel zwischen v [v] und b [b] mit verminderter Reibung | stimmhaft bilabial approximant                                               | an allen anderen Positionen |
| W, w                                | b          | dt. b                                                    | stimmhaft bilabial explosiv                                                  | w kommt nur in Fremdwörtern vor und wird meist wie das spanische v oder gu (bzw. gü vor e und i) gesprochen                                            |
| W, w                                | β̞          | Mittel zwischen v [v] und b [b] mit verminderter Reibung | stimmhaft bilabial approximant                                               | an allen anderen Positionen |
| X, x                                | ks̺         | unaspiriertes dt. [k] und apikales dt. [s] als x         |                                                                              | x wird in der Regel wie ks ([ks̺]) gesprochen, selten auch [s̺] oder hist. [x], z. B. México                                                             |
| Y                                   | j          | dt. j                                                    | stimmhaft palatal approximant                                                | |
| Z                                   | θ          | engl. th                                                 | stimmlos dental frikativ                                                     | Z, z wird in Lateinamerika und Südspanien [s̻] gesprochen, was auch in Spanien verstanden wird und als Ersatzaussprache dienen kann.                    |

### Historische Entwicklungen
Das System der Konsonanten des Spanischen erlebte seit dem 16. Jahrhundert (Mittelspanisch) zahlreiche Veränderungen:
- das lateinische /⁠f⁠/, das sich zu anlautendem [⁠h⁠] gewandelt hatte, verstummte (wurde jedoch in der Orthografie bewahrt).
- der stimmhafte bilabiale Frikativ /⁠β⁠/ (im Allgemeinen geschrieben mit u oder v) fiel mit dem bilabialen stimmhaften Plosiv /⁠b⁠/ zusammen. Die Buchstaben v und b stehen heutzutage weder für verschiedene Laute, noch für Laute des mittelalterlichen Spanisch. Es handelt sich um eine etymologische Unterscheidung mit Wurzeln im Lateinischen.
- der stimmhafte alveolare Frikativ [⁠z⁠] (der sich als s zwischen Vokalen schreibt bzw. schrieb) fiel mit dem stimmlosen [⁠s⁠] zusammen (zwischen Vokalen ursprünglich ss geschrieben).
- der stimmhafte alveolare Frikativ [⁠ʣ⁠] (geschrieben z) fiel mit [⁠ʦ⁠] zusammen (geschrieben mit Cedille ç, oder c vor den Vokalen e und i). [⁠ʦ⁠] verschob sich anschließend zu [⁠θ⁠], das sich z schreibt, oder c, wenn es e oder i vorangeht. In Amerika, Andalusien und auf den Kanaren fiel dieser Laut außerdem mit [⁠s⁠] zusammen (Seseo).
- [⁠ʒ⁠] (geschrieben j, oder g vor e oder i) war stimmhafter postalveolarer Frikativ, fiel aber mit dem stimmlosen /⁠ʃ⁠/ zusammen (geschrieben x, z. B. bei Quixote), und wurde im 17. Jahrhundert zum heutigen velaren Laut [⁠x⁠]. In vielen Ländern Lateinamerikas stehen diese Buchstaben für den Laut [⁠h⁠].

Vor nicht allzu langer Zeit, sowohl in Teilen Spaniens als auch Amerikas, fand ein Zusammenfall der palatalen lateralen und nicht lateralen Konsonanten statt (ursprünglich [⁠ʎ⁠] und [⁠j⁠], jetzt nur noch [⁠j⁠]). Dieser Zusammenfall nennt sich Yeísmo, nach dem Buchstaben y.

## Hörbeispiel
- Adiós, hasta mañana.ⓘ/? (27 kB) – „Auf Wiedersehen, bis morgen.“
- ¿Qué hay de nuevo?ⓘ/? (24 kB) – „Was gibt's Neues?“
- Yo estoy bien, gracias, ¿y tú?ⓘ/? (29 kB) – „Danke, mir geht es gut, und dir?“

Gesprochen von einem Einwohner Madrids.